# 초정약수
초정약수(椒井藥水)는 충청북도 청주시 청원구 내수읍 초정리에 있는 약수터이다. 지하 100m의 석회암층에서 하루 약 8,500L 정도 솟아나는 무균의 탄산수이므로, 인체에 무해한 각종 미네랄(광물질)이 포함되어 있다. 흔히 ‘세계 3대 광천수’라고 불린다.
초정(椒井)이란 지명은 '후추처럼 톡 쏘는 물이 나오는 우물'이라는 뜻이다.

## 역사
고려 시대에는 초정리 일대가 초자은소(椒子銀所)라고 불렸다는 기록이 《세종실록 지리지》에 남아 있다. 1444년 봄과 가을 두 차례에 걸쳐 세종대왕이 행차하여, 초정행궁을 짓고 117일 동안 기거하며 눈병과 피부병을 낫기 위한 요양 생활을 하였다. 이후 1464년 세조가 초정 일대에 행차하였다. 한편 초정행궁은 1448년 3월 전소되었다. 《동국여지승람》에 “초수(椒水)는 고을 동쪽 39리에 있는데 그 맛이 후추 같으면서 차고, 그 물에 목욕을 하면 병이 낫는다. 세종과 세조가 일찍이 이곳에 행차한 일이 있다”라고 기록되어 있다.
초정약수는 1907년 7월 장호원의 일본인 小野網方에게 매수되었다가, 1919년 8월 소유자가 나카하라 데츠오미(中原鐵臣)로 바뀌었다. 나카하라는 중원탄산수공장(中原炭酸水工場)을 세우고 이듬해인 1920년, 조선 시대부터 내려온 영천(靈泉) 둘레에 벽돌을 쌓아 우물의 형태로 만든 뒤 그 물을 공장으로 유입시키기 시작하였으며, 1921년 8월 즈음부터 음료수로 상품화하였다. 초정약수를 가공한 음료수는 1922년 7월 일본의 평화기념 도쿄박람회(平和記念東京博覽會)에 출품되어 동상을 수상하였고, 1923년에는 후생성에서 우수성을 인증하였으며, 1980년에는 미국식품의약관리국에서 인준을 받았다.
1935년 시바타 신(柴田震)이 나카하라와 무관하게 별개의 탄산천에서 시바타탄산수장(柴田炭酸水塲)을 개업하여, 동아일보 청주지국과 연계하여 열차표 할인이 동반된 초정 일대 관광단을 모객하며 초정 지역의 관광지화를 이루기도 하였으나, 시바타는 1939년 사망하였다. 한편 광산업자 고바야시 우네오(小林采男)는 1939년 7월 충북천연탄산주식회사(忠北天然炭酸株式會社)를 인수하여 경영하기 시작하였으며, 이 회사는 1972년 초정약수주식회사로 바뀌었다가 1991년 1월 일화에 합병되었다.
현재는 일화 초정공장에서 초정탄산수, 일화 생수 등을 생산하여, 대한민국 내 시판은 물론 해외에 수출하고 있다. 초정탄산수는 대한민국에서 유통되고 있는 탄산수 중 대한민국 국외에 로열티를 100% 지불하지 않는 토종 브랜드이다.

## 세계 3대 광천수?
1910년대부터 1930년대 초반까지의 기록을 살피면, 세계 3대 광천수란 독일의 아폴리나리스(Apollinaris), 미국의 샤스터(Shasta), 조선의 초정약수를 지칭한다. 이 세 곳의 광천수는 당시 탄산수 제품으로 판매되고 있었으며 각 대륙에 한 곳씩 분포한다는 공통점을 지녔기에, 제국주의적 목적을 띠고 홍보된 것으로 보인다.
한편, 미국의 샤스터와 함께 세계 3대 광천수의 하나로 불렸던 영국의 나포리나스는 지금까지 알려진 것과는 달리, 영국이 아니라 독일의 광천이고 그 이름도 나포리나스가 아닌 아폴리나리스로 확인된다. 영국 ‘나포리나스’는 사실 독일 ‘아폴리나리스’를 잘못 표기한 것으로 볼 수 있다. 나포리나스를 일본어로 표기하면 ‘나(ナ)’ 자와 ‘아(ア)’ 자가 비슷한 모양을 하고 문헌적으로 살펴봤을 때 표기를 오용했을 공산이 크다.
그리고 이들 3개 광천의 특성을 비교해보면, 공통적으로 탄산농도가 매우 높고 발포성이 강한 천연탄산수라는 특성을 갖는 것으로 나타난다. 따라서 당시 ｢세계3대광천수｣로 불린 것은, 독일의 아폴리나리스, 미국의 샤스터, 그리고 국내의 초정광천수가 되며, 이들은 각각 각 대륙을 대표하는 탄산천이자, 탄산제품으로 유명한 곳이라 볼 수 있다.

## 교통과 지리
청주시에서 동쪽으로 약 16km 떨어져 있다. 충북선 철도와 충주-공주를 잇는 국도가 북일면을 지나며, 국도에서 약수터까지 포장된 지방도가 연결되어 교통이 편리하다. 약수터 동쪽 구녀산(484m)의 산정에는 구녀성이 있으며, 일대에는 증평약수 · 부강약수를 비롯해 속리산국립공원이 인접해 있어 관광지로 발전이 지속되고 있다.

## 약수 성분
- PH 7.3
- 게르마늄(Ge) 0.5ppm
- 셀레늄(Se) 1.0ppm
- 칼슘(Ca) 42.3ppm
- 마그네슘(Mg) 2.2ppm
- 칼륨(K) 1.0ppm
- 바나듐(V) 0.05ppm
- 철분(Fe) 0.1ppm
- 구리(Cu) 0.01ppm
- 아연(Zn) 0.06ppm
- 니켈(Ni) 0.05ppm
- 망간(Mn) 0.36ppm
- 알루미늄(Al) 0.53ppm
- 나트륨(Na) 7.55ppm
- 스트론튬(Sr) 0.08ppm
- 바륨(Ba) 0.05ppm
- 크롬(Cr) 0.05ppm
- 코발트(Co) 0.05ppm
- 은(Ag) 0.05ppm
- 규소(Si) 20.2ppm
- 염소(Cl) 22.7ppm

## 같이 보기
- 초정탄산수
- 청주시의 지질
- 한국의 약수 목록

## 참고 문헌
- 박구원 (2015). “일제강점기에 있어서 초정광천수의 사회적 변화 ‒음료산업과 소유권을 중심으로‒”. 《일본근대학연구》 (한국일본근대학회) 49: 367-387. 2017년 10월 8일에 원본 문서에서 보존된 문서. 2017년 10월 8일에 확인함.
- 박구원 (2016). “일제강점기에 있어서 초정광천수의 사회적 변화II ‒「세계3대광천수」의 진실‒”. 《일본근대학연구》 (한국일본근대학회) 54: 455-484. 2017년 10월 9일에 원본 문서에서 보존된 문서. 2017년 10월 8일에 확인함.